# Giọt mưa thu
"Giọt mưa thu" là nhạc phẩm cuối cùng của cố nhạc sĩ Đặng Thế Phong được ông viết vào những ngày cuối đời trên giường bệnh năm 1942. Ban đầu bản nhạc mang tên "Vạn cổ sầu", nhưng theo ý một vài người bạn, ông đặt lại là "Giọt mưa thu" cho bớt sầu thảm hơn. Một số ý kiến cho rằng ca khúc này có sự tham gia viết lời của cố nhạc sĩ Bùi Công Kỳ.

## Hoàn cảnh sáng tác

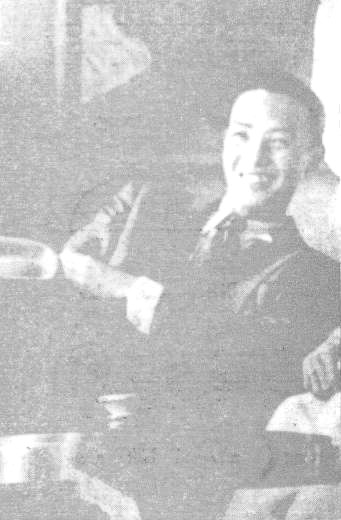
Đặng Thế Phong

Giọt mưa thu được xếp vào những ca khúc hay nhất của tân nhạc Việt Nam. Phạm Duy cho rằng Giọt mưa thu cùng hai nhạc phẩm khác của Đặng Thế Phong khởi đầu cho dòng "nhạc thu" Việt Nam
đã được Văn Cao và Đoàn Chuẩn tiếp nối. Nhạc phẩm này cũng là cảm hứng để Hoàng Dương sáng tác bài Tiếc thu nổi tiếng. Nhiều ý kiến cho rằng Trịnh Công Sơn đã ảnh hưởng bởi Giọt mưa thu khi viết bản nhạc đầu tay Ướt mi.
Về hoàn cảnh ra đời của Giọt mưa thu, theo một bài viết của nhạc sĩ Lê Hoàng Long: "Thế rồi, một hôm mưa rơi tầm tã, giọt mưa lộp bộp trên mái lá, thánh thót từng giọt xuống đường, Đặng Thế Phong buồn quá, con tim như thắt lại, máu trào lên để có được một nhạc hứng lai láng, tràn trề khiến ông gượng ngồi dậy viết một hơi điệu nhạc buồn da diết, não nề. Ông viết xong bèn đặt tên cho sáng tác mới ấy là Vạn cổ sầu. Chập tối ông Thọ về có thêm dăm người bạn đến thăm, Đặng Thế Phong ôm đàn hát cho mọi người nghe. Nét mặt của mọi người nín thở nghe, đều buồn như muốn khóc. Nghe xong, ai nấy đều khen bài hát thật hay, xoáy vào tim vào óc nhưng cái tên bài bi thảm quá, nên sửa lại thì hơn. Chính vì thế mà Đặng Thế Phong, đổi tên là Giọt mưa thu. Có lẽ đây là cái điềm báo trước, là lời di chúc tạ từ nên Đặng Thế Phong lấy mưa ngâu, mùa mưa là dòng nước mắt tuôn chảy lênh láng của Chức Nữ với Ngưu Lang để ví cuộc tình Phong - Tuyết cũng phải cùng chung số phận phũ phàng giống vậy chăng? Đến một ngày cuối năm 1941, biết mình khó qua khỏi lưỡi hái của tử thần, Đặng Thế Phong mới ngỏ ý trở về Nam Định để được chết tại quê nhà và muốn ông Thọ dìu ông về."
Phạm Duy viết trong hồi ký: "Bùi Công Kỳ là người Nam Định, bạn thân của Đặng Thế Phong. Nó nói nó soạn lời ca cho bài Giọt mưa thu, một điều mà tôi vẫn chưa tin là đúng hoàn toàn, vì Đặng Thế Phong chết đã từ lâu, làm sao mà mình kiểm chứng được? Tôi rất yêu nó vì nó có một lối sống bất cần đời..."

## Nhận xét

### Nhạc sĩPhạm Duy
Từ khu vườn nhỏ ra tới sông dài, sông rộng, bây giờ Đặng Thế Phong còn đi xa hơn nữa, đi tới cuối cuộc đời của mình qua một ca khúc mà mới đầu anh định đặt tên là Vạn cổ sầu. Đó là bài Giọt mưa thu:
Ngoài hiên giọt mưa thu thánh thót rơi
Trời lắng u sầu mây hắt hiu ngừng trôi
Nghe gió thoảng mơ hồ
Trong mưa thu ai khóc ai than hờ...
Bây giờ mùa thu đối với anh là một sự chia ly, sự chết chóc. Dương thế trong mùa thu bao la sầu, gió xa xôi vẫn về, mưa giăng mù lê thê và lũ chim non chiêm chiếp kêu trên cành hay vợ chồng Ngâu sẽ mãi mãi khóc vì thu...
Vài con chim non chiêm chiếp kêu trên cành
Như nhủ trời xanh
Gió ngừng đi, mưa buồn chi
Cho cõi đời lâm ly
Hồn thu tới nơi đây gieo buồn lây
Lòng vắng muôn bề không liếp che, gió về
Ai nức nở thương, đời châu buông mau
Dương thế bao la sầu.
Giọt mưa thu nghe như bản Nhạc sầu trong thơ Huy Cận:
Ai chết đó, nhạc buồn chi lắm thế
Chiều mồ côi, đời rét mướt ngoài đường
...
Từng tiếng lệ, ấy mộng sầu lá úa
Chim vui đâu, cây đã gãy vài cành...
Trong bài Giọt mưa thu, Đặng Thế Phong dung hợp cả hai âm giai thất cung Tây Phương và ngũ cung Việt Nam để nói lên cái hắt hiu, cái lâm ly, cái xa xôi của mùa thu ngoài đời và trong đời mình. Với Giọt mưa thu, Đặng Thế Phong còn cho ta thấy sự chuyển thể khéo léo trong ca nhạc Việt Nam loại mới, xứng đáng là sự nối dài của nhạc cổ truyền. Lối hành âm từ giọng Mi mineur qua La majeur ở nhiều đoạn trong bài Giọt mưa thu chẳng khác chi lối chuyển thể trong loại hát bồng mạc, sa mạc nhưng phong phú hơn. Nếu nghiên cứu theo lối Tây Phương thì ca khúc được xây dựng trên mode dorien rất gần gũi với một dạng trong ngũ cung Á Đông. Âm vực của bài này rất rộng, nét nhạc đi từ nốt Si trầm lên tận Sol cao, cốt ý diễn tả cái sầu thiên cổ trong mùa thu, có mưa rơi không bao giờ ngừng.

### Nhạc sĩTrần Minh Phi
...Phong cách sáng tác này được ông tiếp tục trong ca khúc Giọt mưa thu. Nghĩa là thất cung kết hợp nhuần nhị với ngũ cung, nhưng trong bài này, ông viết có học thuật hơn khi ứng dụng kỹ thuật métabole (chuyển hệ) làm cho âm điệu bài hát trở nên nhiều màu sắc hơn. Bài này, hồi mới lớn cứ mỗi khi mưa, tôi lại bật máy cassette lên nghe, nhất là những đêm mưa nỉ non rơi không nhỏ không to, nghe hoài băng nhão khiến bài hát nghe càng...não nề, nghe mưa như thê thiết hơn.